# 九蓮宝燈
九蓮宝燈（ちゅうれんぽうとう、チューレンポートン）とは、麻雀における役のひとつ。役満。門前で「1112345678999+X（Xは任意の数牌）」の形となる清一色をあがった時に成立する。本来は萬子・筒子・索子いずれでも認められるものであるが、戦後になって萬子限定の役満とするルールもできた。
「九連宝燈」「九連宝灯」と表記されることも多い。「天衣無縫」という別名もある。英語圏では「Nine Gates（九つの門）」「Heavens Door（天国の扉）」という役名になっている。「九連宝橙」「九連宝塔」は誤字である。

## 概要
九蓮宝燈は特殊な形の門前清一色であると定義できる。すなわち同色の数牌で次のような和了形を作った時に成立する。
 +   （Xは任意の同色牌）
門前でなければならず、チー・ポンは勿論のこと、1や9を暗槓した形も認められない。
元来は後述する九門張の形でしか九蓮宝燈として認められなかったが、現在一般的なルールでは待ちの形は問われず、最終的な和了形が上の牌姿になっていれば九蓮宝燈として認められる。つまり九門張ではない以下のようなテンパイ形から和了しても九蓮宝燈になる。
 の形で、で和了。
このような九門張ではない形は、待ちの形が問われなくなってからは「準正九蓮宝燈」「準性九蓮宝燈」「準九蓮宝燈」と呼ばれることがあった。しかし「純正」と「準正/準性」が同音であるためまぎらわしく、「準」の字を使う言い方は既に廃れており、現在は「じゅんせい九蓮」と言えば九門張の形である「純正九蓮宝燈」を指す。
その華麗な牌姿から数多くの打ち手が憧れる役満の筆頭であり、麻雀最高峰の役とされているが、それだけに難度が高く、天和・地和と並んで希少価値が高い。和了のパターンとしては、清一色から手が伸びて九蓮のテンパイになり、高目となる牌で和了、という形がほとんどである。1と9が早い段階から対子・暗刻になれば多くの打ち手が九蓮宝燈を意識するものの、最終的に純正9面待ちになるのは非常に稀である。実際、コナミの麻雀格闘倶楽部が2003年10月に集計した統計記録によると、9面待ちでない九蓮宝燈は全役満19万1724件中308件で0.16％、これに対し9面待ちの九連宝燈は32件で0.0167％であった（ただし、当時の麻雀格闘倶楽部では「九蓮宝燈は萬子のみの役」というルールになっていた）。

## エピソード
- 九蓮宝燈をあがった者は死ぬという迷信がある。要は究極の役満ともいえる九蓮宝燈を成立させたことで全ての運を使い果たしてしまったと考えられているためである。一方中国では、九蓮宝燈は縁起の良いあがりであるとされる（ただし中国でも地方によっては縁起の悪いものとするところもある）。
  - 阿佐田哲也の『麻雀放浪記』には、重要な登場人物が九蓮宝燈をあがった直後に死ぬというシーンがある[13]。このシーンは同作の中で最も有名なシーンで、麻雀放浪記#映画（1984年版）や麻雀放浪記#映画（1984年版）のハイライトシーンでもある。
  - 小島武夫は2018年に逝去するまでに生涯で5度和了した。公式記録に残る初の九蓮宝燈も小島が和了したものである。
- 萬子・筒子・索子のいずれでも認められる役だが、入門書やルールブック等で例として出される牌姿に和数字で分かり易い萬子がよく使われることから、萬子限定の役と誤解されるようになった、という説がある。ただし、昭和期における麻雀の書籍には萬子限定の役と記述したものは存在せず、別の可能性としては1980年代に稼働・発売した麻雀のアーケードゲームやテレビゲームによるものが考えられる[14]。
- 九蓮宝燈は萬子限定というルールは、索子の役満である緑一色、筒子のローカル役満である大車輪との住み分けから生じたとの説がある。まことしやかな説だが、萬子限定の役満には百万石という別のローカル役満がある。
- この役に関するローカル役として七連宝燈と八連宝燈がある。「自分の手牌で使っている13牌を除く同色牌すべて」を待ち牌としている点で九蓮宝燈と同じであるが、自分で同じ牌を四枚使っているためにその牌を待ちとは数えずに七面待ち（四枚使いが二種）・八面待ち（四枚使いが一種）となっている牌姿のことである。通常の麻雀ではこれらは単に門前清一色として扱って特別に扱うことはない。

## 純正九蓮宝燈
九蓮宝燈の最大の特徴は、同色牌の9面待ちが可能という点にある。すなわち次のような形でテンパイした場合、からまでどの牌でもあがることができる。
このような9面待ちの形を通称「純正九蓮宝燈」（じゅんせいちゅうれんぽうとう）「九蓮宝燈九面待ち」「九蓮宝燈九門張」と呼ぶ。元来はこの9面待ちの形だけを役満とし、9面待ちでなければ九蓮宝燈として認められなかった。さらに、九面待ちの聴牌でかつ、和了時に一気通貫が含まれていることが条件であるルールもあった。その場合、1と9のみでしか九蓮宝燈として認められなかった。現在では9面待ちではない形でも役満として認められるが、現在でも9面待ちを特別扱いして「純正九蓮はダブル役満」としているローカルルールがある。
純正九蓮は最大9種23枚もの牌を待つことができる。これは特殊形である国士無双の13面待ちを別にすれば、四面子一雀頭の形では最大の待ち数である。
捨て牌には染め手の気配が色濃く出る。というより、純正九蓮のテンパイの場合、その色がまったく切られていない河になる（1枚でも切られていればフリテンである）。そのため、そのような捨て牌が少なからず他家の警戒を招く可能性はある。しかし九門張は待ち牌の絶対数が多いため、ロン・ツモに関わらず和了れる公算は格段に高い。
本家・中国麻雀でも最高点の88点役に設定されているが、こちらは現在でも九面待ちを条件としている。ただし、中国麻雀には振聴という概念が存在しないため、一面待ちの和了を一旦蹴って、九面待ちに受け変える手もある。